# بطولة إفريقيا لكرة القدم للسيدات 2006
بطولة أفريقيا لكرة القدم للسيدات 2006 (بالإنجليزية: 2006 African Women's Championship)‏ هو موسم من كأس أمم أفريقيا لكرة القدم للسيدات. أقيم في 2006، وأشرف على تنظيمه الاتحاد الأفريقي لكرة القدم، وكان عدد الأندية المشاركة فيه  8، وفاز فيه منتخب نيجيريا لكرة القدم للسيدات.